# ام-لا-پلانی
ام-لا-پلانی (به فرانسوی: Aime-la-Plagne) یک کمون در فرانسه است که در ساووآ واقع شده‌است. ام-لا-پلانی ۹۴٫۶۷ کیلومتر مربع مساحت دارد.